# Diecezja Blois
Diecezja Blois (łac. Diœcesis Blesensis, fr. Diocèse de Blois) – diecezja Kościoła rzymskokatolickiego w środkowej Francji. Została erygowana 1 lipca 1697 roku. W 1801 została zlikwidowana, ale już w 1822 przywrócono ją. Do 2002 należała do metropolii Bourges, zaś po jej likwidacji została włączona do metropolii Tours, do której przynależy do dziś.

## Główne świątynie
- Katedra: Katedra św. Ludwika w Blois
- Bazylika mniejsza: Bazylika Matki Bożej od Trójcy Świętej w Blois

## Biskupi diecezjalni
- David-Nicolas Bertier (1697–1719)
- Jean-Paul-François Le Févre de Caumartin (1720–1733)
- François de Crussol d’Uzès (1734–1753)
- Charles-Gilbert de May de Termont (1753–1776)
- Alexandre de Lauzières de Thémines (1776–1801)
- Philippe-François Sausin (1823–1844)
- Marie-Auguste Fabre-des-Essarts (1844–1850)
- Louis-Théophile Pallu du Parc (1851–1877)
- Charles-Honoré Laborde (1877–1907)
- Alfred-Jules Mélisson (1907–1925)
- Georges Audollent (1925–1944)
- Louis-Sylvain Robin (1945–1961)
- Joseph Goupy (1961–1990)
- Jean Cuminal (1990–1996)
- Maurice de Germiny (1997–2014)
- Jean-Pierre Batut (2014–2023)
- Francis Bestion (od 2024)